# Schnepfendreck
Schnepfendreck ist der Name eines heute weitgehend vergessenen Gerichts aus den Eingeweiden einer Schnepfe samt Inhalt. Die Innereien werden fein gehackt, mit Speck, Eigelb, Zwiebeln sowie Sardellen oder Kapern vermengt und zu einer Art Farce verarbeitet, mit der geröstetes Weißbrot bestrichen und dann im Backofen überbacken wird. In einigen Kochbüchern wird das Gericht auch als „Schnepfenbrot“ bezeichnet, u. a. bei Henriette Davidis.
Der Koch Heinz Wehmann hat eine modernere Interpretation von Schnepfendreck und dessen einzelne Zubereitungsschritte mit Bildern auf seiner Homepage dokumentiert.
Schnepfendreck galt früher als erlesene Delikatesse. Das spiegelt sich in alten Sprichworten wider wie „Schnepfendreck ist der beste Schleck“, „Schnepfendreck und Pasteten sind dem Bauer nicht vonnöten“ und „Was teuer ist, geht weg, wär' es auch nur Schnepfendreck.“ Wilhelm Busch schrieb in einem Brief: „Der Gourmand hat im Traume an Schnepfendreck gedacht. Er träumt, es hätt' ihm ein Engel was auf die Zunge gemacht.“
Modernere Rezepte verwenden von den Verdauungsorganen lediglich den geleerten Kaumagen, Leber ohne Gallenblase und Herz. Für eine Person braucht man ein ganzes Tier, den Schnepfendreck als Vorspeise und den Vogel als Hauptgang.